# Mañana es hoy (álbum)
Mañana es hoy es el séptimo álbum de estudio del rapero cristiano Alex Zurdo, lanzado el 26 de enero de 2012 por su sello AZ Music. Contiene 14 canciones y sólo una colaboración en el tema «Si no hay amor» con Vanessa Vissepó. La producción musical estuvo a cargo del dúo productor Marcos Ramírez y Víctor Torres (Los Tranz4Merz), Ángel Serrano (Xerran, o anteriormente conocido como DJ Cróniko), Anthony Colón (Effect-O) y el mismo Alex Zurdo.
Este álbum es el primero de Alex Zurdo que logra entrar en las listas de Billboard, debutando como número 9 en Latin Rhythm Albums, perdurando en los primeros 15 lugares por más de 20 semanas.

## Promoción y lanzamiento
Los sencillos del álbum fueron «¿Dónde estás?», «Fue por mí» y «Nadie como tú». El vídeo oficial de «¿Dónde estás?» había sido estrenado en el canal en YouTube de su director, Ivan 2Filoz. Posteriormente, el vídeo fue eliminado y relanzado en el canal oficial de Alex Zurdo.

### Vídeos musicales
| Título          | Publicación             | Relanzamiento            | Director        |
| --------------- | ----------------------- | ------------------------ | --------------- |
| «¿Donde estás?» | 7 de abril de 2012      | 13 de septiembre de 2017 | Ivan 2Filoz     |
| «Fue por mí»    | 28 de diciembre de 2012 |                          | One Road Media  |
| «Nadie como tú» | 7 de febrero de 2014    |                          | Israel González |

## Lista de canciones
| N.º | Título                                 | Duración |  |
| 1.  | «Mañana es hoy»                        | 4:16     |  |
| 2.  | «What U gonna do?»                     | 3:31     |  |
| 3.  | «Presión de grupo»                     | 3:46     |  |
| 4.  | «La envidia»                           | 3:51     |  |
| 5.  | «Cuidado con el click»                 | 4:06     |  |
| 6.  | «¿Dónde estás?»                        | 3:34     |  |
| 7.  | «Nadie como tú»                        | 3:34     |  |
| 8.  | «No tengas temor»                      | 4:20     |  |
| 9.  | «Vivo adorando»                        | 3:18     |  |
| 10. | «Si no hay amor (con Vanessa Vissepó)» | 4:08     |  |
| 11. | «Hazlo realidad»                       | 3:22     |  |
| 12. | «Fue por mí»                           | 3:56     |  |
| 13. | «El perdón»                            | 4:21     |  |
| 14. | «Háblame de Jesús»                     | 2:59     |  |

## Premios y reconocimientos
Por esta producción discográfica, Alex ganó tres Premios AMCL en 2012, en las categorías Álbum urbano del año, Canción urbana del año por «Mañana es hoy» e Intervención musical del año por «Si no hay amor» junto a Vanessa Vissepó. También recibiría un reconocimiento en Premios VMCL como "Videoclip musical urbano del año" por «¿Dónde estás?».

## Posicionamiento en listas
| Listas (2012)                     | Mejor posición |
| --------------------------------- | -------------- |
| Estados Unidos (Top Latin Albums) | 9              |